# Nothrus springsmythi
Nothrus springsmythi är en kvalsterart som beskrevs av Sheals 1965. Nothrus springsmythi ingår i släktet Nothrus och familjen Nothridae. Inga underarter finns listade i Catalogue of Life.